# Uperoleia capitulata
Uperoleia capitulata és una espècie de granota que viu a Austràlia.